# Тирахерн
Тирахерн (нем. Thierachern) — коммуна в Швейцарии, в кантоне Берн. 
Входит в состав округа Тун. Население составляет 2190 человек (на 1 февраля 2008 года). Официальный код — 0941.

## Города-партнёры
- Сезимово-Усти Чехия